# Evangelische Holzkirche von Kežmarok

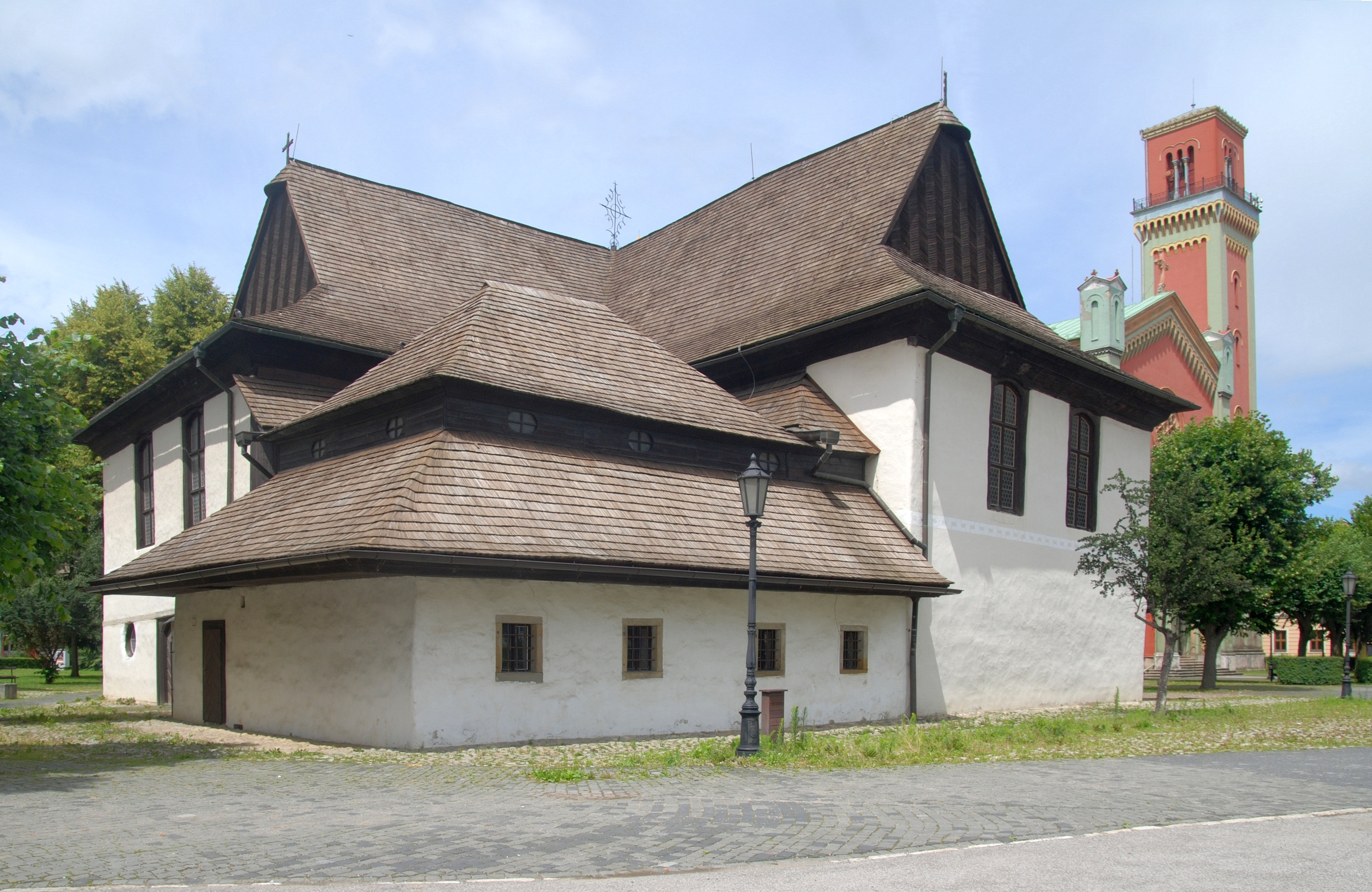
Blick auf die Kirche von der Straße Hviezdoslavova, rechts die Neue Evangelische Kirche

Die Evangelische Holzkirche von Kežmarok liegt in der nordslowakischen Stadt Kežmarok (deutsch Kesmark) in der traditionellen Landschaft Zips und ist eine von fünf verbleibenden hölzernen Artikularkirchen der Slowakei. Sie ist der Heiligen Dreifaltigkeit geweiht. Gleich nebenan steht die neue evangelische Kirche aus dem Jahr 1894.

## Geschichte

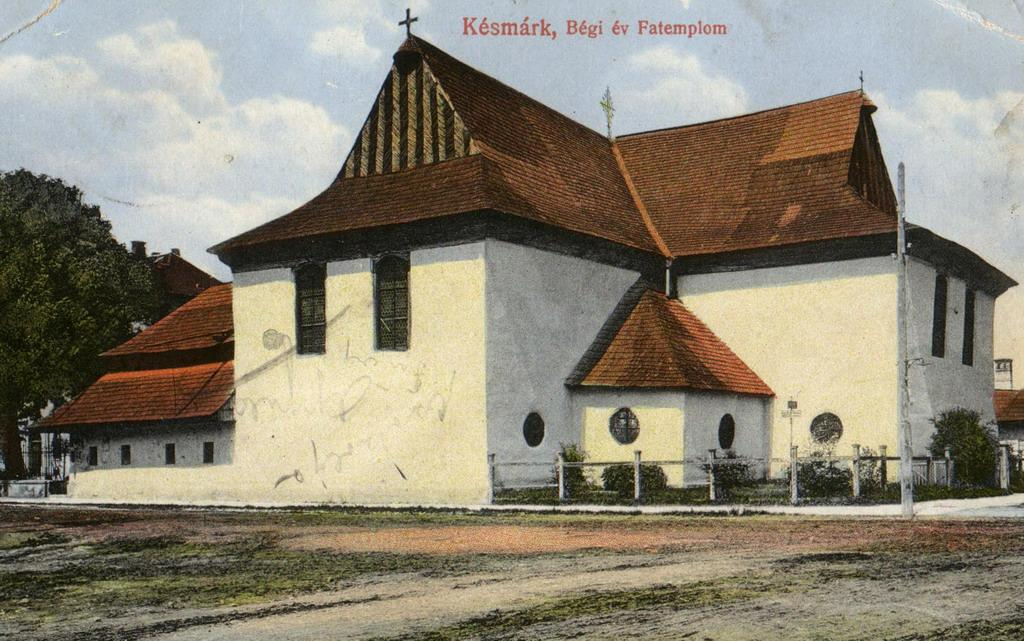
Historische Abbildung der Artikularkirche vor dem Ersten Weltkrieg, genaues Jahr unbekannt

Ähnlich wie weitere Zipser Städte wurde Kesmark gegen Mitte des 16. Jahrhunderts zu einem der Zentren der Reformation im nördlichen Königreich Ungarn, die sich insbesondere unter Zipser Sachsen rasch ausbreitete. Emmerich Thököly, ein Sohn der Stadt, führte ab 1678 einen Standesaufstand gegen die regierenden Habsburger und seine militärische Erfolge zwangen 1681 Leopold I. in Ödenburg (heute Sopron in Westungarn) den ungarischen Landtag zu versammeln, um den Protestanten gewisse Freiheiten einzuräumen. Gemäß den Beschlüssen des Ödenburger Landtags mussten evangelische Kirchen an einem festgelegten Standort außerhalb der Stadtmauern gebaut werden, dazu höchstens zwei Kirchen pro Komitat sowie eine für jede königliche Freistadt, wie auch im Fall von Kesmark. Dies geschah auf Kosten der evangelischen Gemeinde. Der zuständige königliche Kommissar Franz Görgei setzte 1682 einen wenig ehrenvollen Ort für die neue Kirche und zwar in der Nähe des steinernen Gebäudes einer Gaststätte aus dem Jahr 1593 (der späteren evangelischen Schule). ca. 100 m außerhalb der Stadtmauern beim sogenannten Oberen Tor fest. Der Bau begann wahrscheinlich aufgrund von politischen und religiösen Tumulten in der Stadt aber erst 1687, nachdem die Protestanten in einem Schreiben des Grafen Stephan Csáky vom 24. Mai 1687 aufgefordert wurden, der Anordnung von 1682 Folge zu leisten. Der genaue Fertigstellungstermin ist unbekannt und es ist bis dato keine Abbildung dieser Kirche bekannt, überliefert ist aber eine Messe am 19. September 1688, in der Georg Buchholtz d. Ä., zu dieser Zeit in der evangelischen Gemeinde in Batizovce (deutsch Botzdorf) tätig, predigte. Aus dieser Kirche sind nur eine Spätrenaissance-Taufschale aus dem Jahr 1690 und Stein-Grabsprüche aus dem Jahr 1688 erhalten geblieben.
Das wohl als Provisorium gebaute Bethaus erwies sich bald als zu klein für die große deutsch- und slowakischsprachige evangelische Gemeinde, deshalb organisierte die Gemeinde eine zweieinhalb Jahre lange Reise (Mai 1688–Oktober 1690) durch protestantische Länder, um die nötigen Gelder für die Erweiterung oder Neubau aufzubringen. Die Stadtbürger Paul Vitális und Johann Michalides reisten durch Polen, Ostpreußen, baltische Länder, Königreiche Schweden und Dänemark, mehrere Fürstentümer im HRR sowie Schlesien vor der Rückkehr. Während der Reise besuchten sie Königsberg (heute Kaliningrad), Riga, Stockholm, Uppsala, Kopenhagen, Lübeck, Leipzig und Görlitz. Sowohl vom schwedischen König Karl XI. als auch vom dänisch-norwegischen Herrscher Christian V. erhielten sie Sondergenehmigungen, in ihren Ländern Spendensammlungen durchzuführen. Das Ergebnis waren 792 ungarische Gulden, nach dem Abzug von Reisekosten in Höhe von 518 Gulden blieben aber nur 274 Gulden übrig, die die Baukosten nicht decken konnten, zudem komplizierten politische und wirtschaftlichen Verhältnisse im späten 17. Jahrhundert den Aus- oder Neubau. Nach dem Ausbruch des Rákóczi-Aufstandes im Jahr 1703, den die Stadt Kesmark unterstützte, stand die Errichtung eines neuen evangelischen Bethauses außer Frage, dazu wütete 1710–1711 eine Pestepidemie in der Stadt. Erst nach dem Inkrafttreten des Friedens von Sathmar (1711) und teilweisen Lockerung der Gegenreformation konnte die alte Kirche 1717 abgebrochen werden.

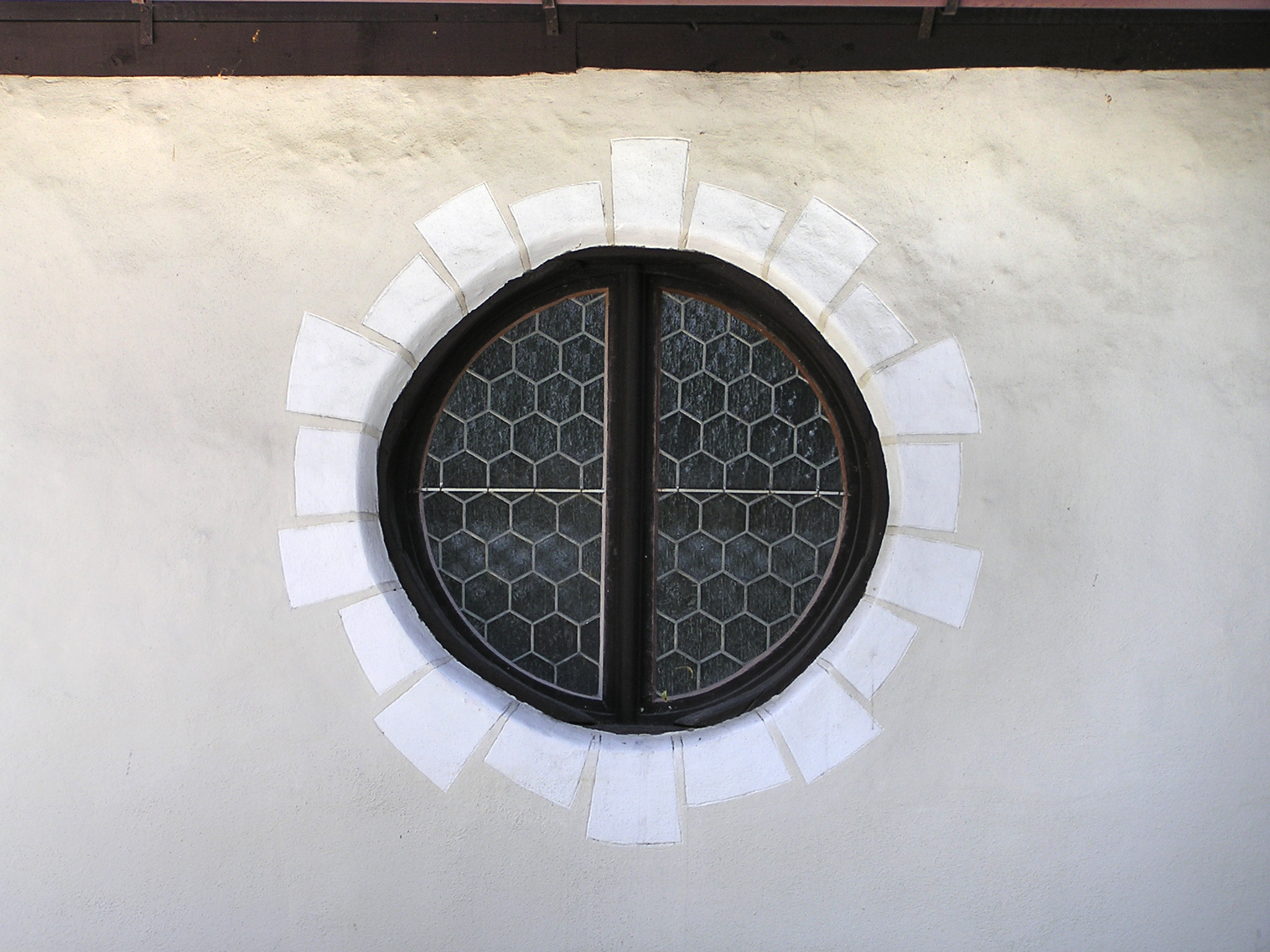
Eines der runden Fenster der Kirche

Zuständig für den Neubau war Zimmermeister und Erbauer Georg Müttermann aus Deutschendorf (heute Poprad), der am 1. Juni 1717 einen Vertrag gegen eine Vergütung von 660 Gulden sowie Naturalien (drei Fässer Bier und sieben Ellen Tuch aus geschorener Wolle) schloss. Die neue barocke Holzkirche mit dem Grundriss eines griechischen Kreuzes (34,5 m lang, 30,5 m breit und 20,5 m hoch) mit Tonnengewölben war nach Abmessungen ähnlich der nicht mehr existierenden Artikularkirche in Leutschau (heute Levoča) sowie diejeniger in Paludza (in den 1970er Jahren nach Svätý Kríž versetzt). Für die natürliche Beleuchtung sorgen sechs sechsteilige Fenster, ein Quadratfenster sowie 15 Rundfenster. Einer Legende nach sollen die Rundfenster ein Werk schwedischer Schiffsbauer sein, dies lässt sich jedoch nicht bestätigen. Bereits am 15. August 1717, am 12. Sonntag nach Trinitatis, konnte die neue, größere Kirche feierlich geweiht werden. Angesichts der kurzen Bauzeit geht man heute von einem Umbau aus, allerdings ist eine vom zuständigen königlichen Kommissar auferlegte Frist auch nicht ausgeschlossen. Das Gebäude der Gaststätte mit einem L-förmigen Grundriss wurde als einziger gemauerter Teil einbezogen und wurde zum Standort einer evangelischen Schule, nach der Errichtung des Alten Lyzeums im späten 18. Jahrhundert wurde dieser Teil zur Sakristei. Die Nutzfläche der Kirche wird durch drei kleinere Anbauten an jeder Ecke, zusätzlich zur Ecke vor der Sakristei, vergrößert. Die Außenwand wurde durch einen kalk-lehmigen Bewurf bedeckt.
Am Dach befand sich ein Türmchen, dieses musste aber Ende des 19. Jahrhunderts aus statischen Gründen abgetragen wurden, stattdessen wurde dort ein gestaltetes großes Kreuz aufgestellt. 1894 wurde nach 22-jähriger Bauzeit die Neue Evangelische Kirche unmittelbar nordöstlich der Kirche fertiggestellt, damit endeten regelmäßige Messen in diesem Gotteshaus. 1967 kam sie in Staatsbesitz und unter Verwaltung der städtischen Museums in Kežmarok und war bis 1991 Ausstellungsraum und Veranstaltungsort. 1985 wurde die Kirche zum nationalen Kulturdenkmal erklärt. Nach dem Ende des Kommunismus im Jahre 1989 konnte die baufällige Kirche in den 1990er Jahren umfassend saniert werden: der Umbau kostete 15 Millionen SKK und wurde durch die slowakische Regierung, die Stadt Kežmarok, die örtliche römisch-katholische Kirche, das deutsche Auswärtige Amt sowie Spenden der evangelischen Gläubigen und emigrierten Karpatendeutschen in Deutschland, Österreich und den Vereinigten Staaten finanziert.
Seit 2008 ist die Kirche Teil des UNESCO-Welterbes: „Holzkirchen im slowakischen Teil der Karpaten“.

## Inneres

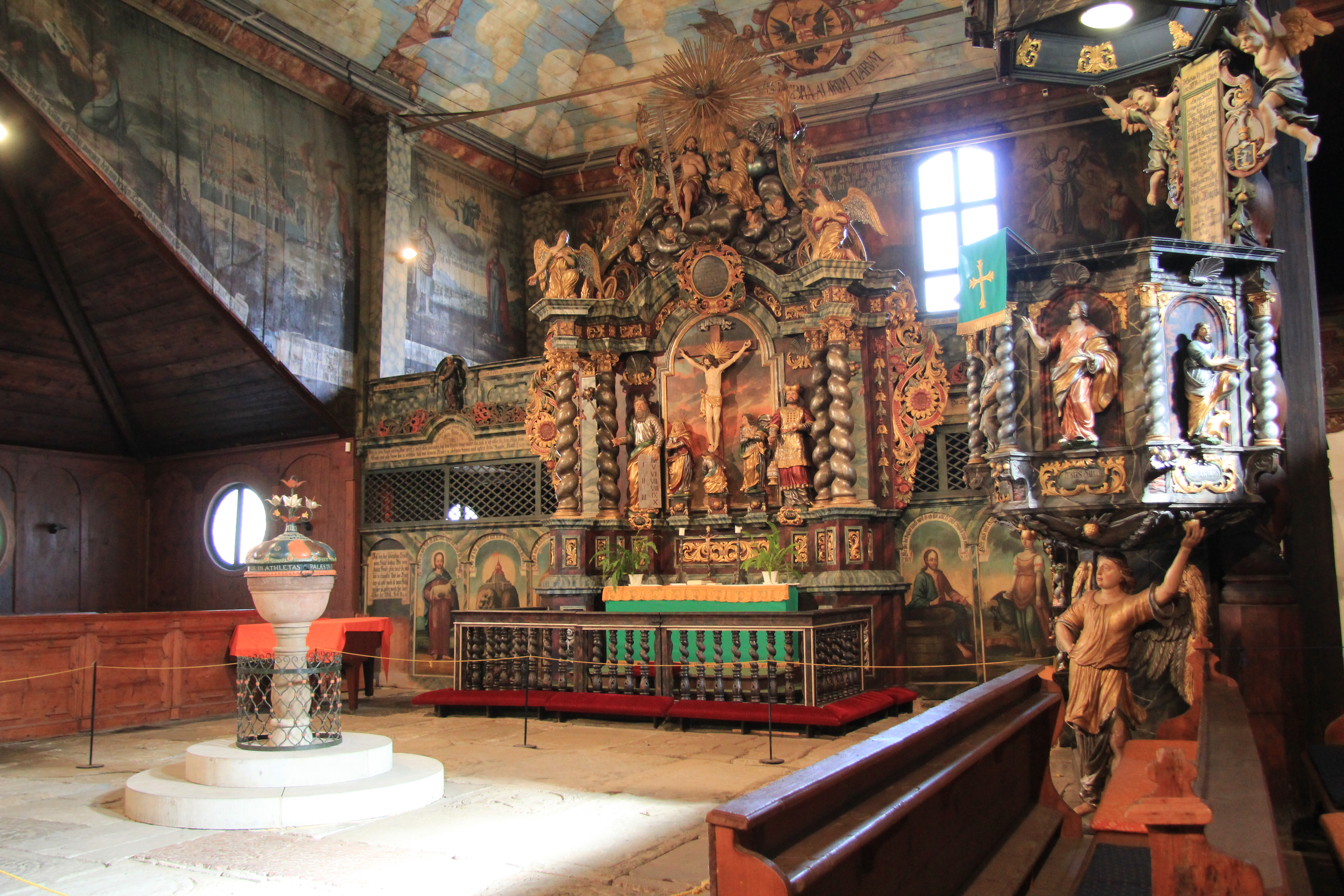
Altar, Taufbecken und die Kanzel (rechts)

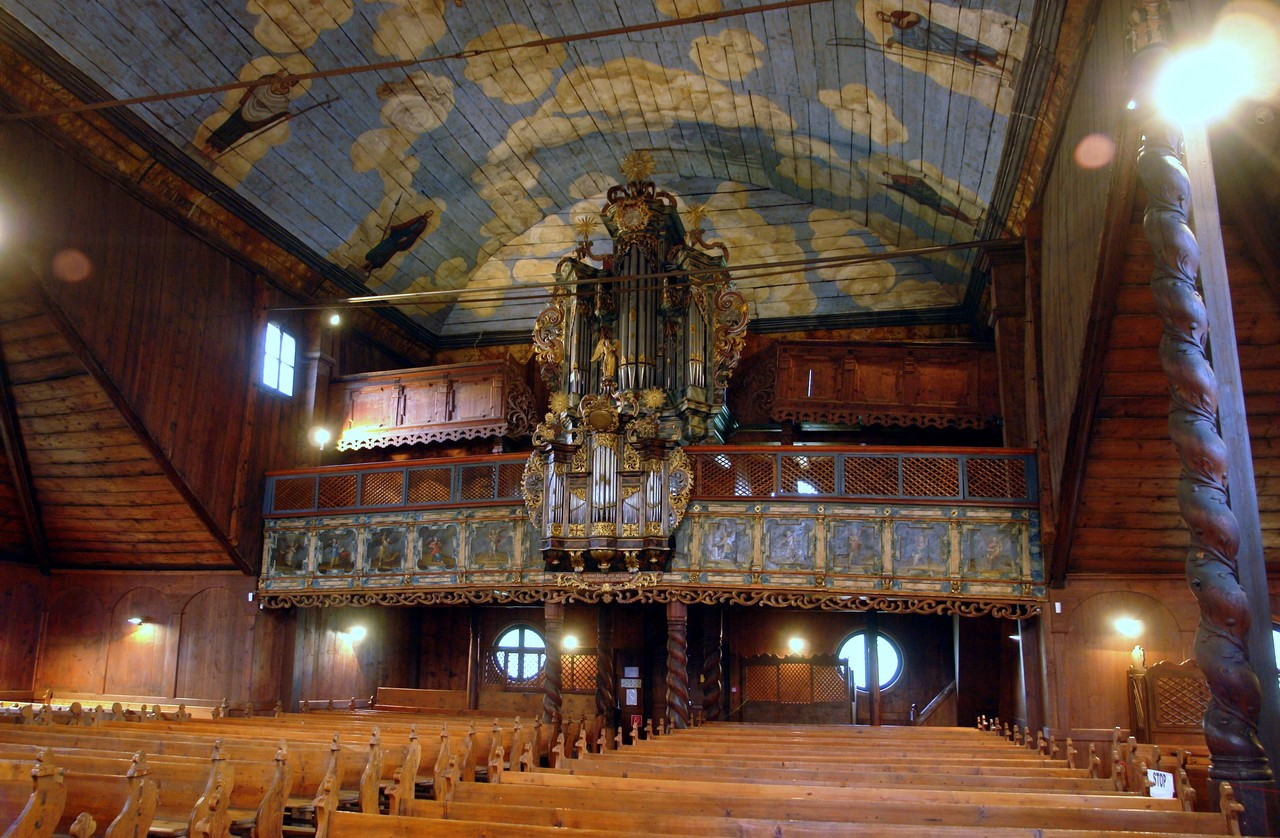
Orgel und zweiteiliger Orgelchor

Das Innere der Kirche ist durch reichliche barocke Ausstattung verziert und bildet einen Kontrast zum schlichten äußerlichen Aussehen. Sie bietet Platz für 1.500 Gläubige. An der Deckenmalerei mit der Darstellung eines Himmels mit Wolken sind die zwölf Apostel, vier Evangelisten, über dem Altar das Bild der Dreifaltigkeit und dahinter zwei Engel, die ein Medaillon mit einer Krone, einem zweiköpfigen Adler, dem Wappen des Königreichs Ungarn und lateinischer Inschrift SVB VMBRA ALARVM TVARVM halten, zu erkennen. Dieses Werk wird dem Maler Gottlieb Kramer und seinem Sohn Johann aus Leutschau zugeschrieben. Die Innenwände sind, mit Ausnahme der altarseitigen Wand an der Ostseite, nicht bemalt. Dort ist eine Vielzahl von biblischen Zitaten und Szenen sowohl aus dem Alten als auch dem Neuen Testament abgebildet. In allen Armen des Grundrisses sowie an der Ecke bei der Sakristei befinden sich Chöre, der orgelseitige Chor ist dabei über zwei Ebenen auf Emporen verteilt.
Der barocke und reichlich verzierte Altar wurde 1718–1727 vom Kesmarker Holzschniter Johann Lerch gefertigt, mit einer Darstellung der knienden Maria unter dem Kreuz, flankiert von Moses und Aaron. Der obere Teil soll die Dreifaltigkeit versinnbildlichen. Die Kanzel aus dem Jahr 1818 ist ebenfalls ein Werk von Lerch. Sie ruht auf einem vergoldeten Engel und ist mit Plastiken der vier Evangelisten, den Propheten Daniel, Jesaja, Ezechiel und Jeremia sowie Christus verziert. Dazu sind dort die Wappen der Familien Goldberger und Mauksch.
Die Orgel aus den Jahren 1719–1720 mit 12 Registern und zwei Manualen ist ein Werk des Leutschauer Orgelbauers Lorentz Čajkovský. 1729 erweiterte Martin Korabinský aus Zipser Neudorf die Orgel um ein Positiv mit sechs Registern, die beide Manuale von Čajkovský verband, somit gibt es heute 18 Register und zwei Manuale. Inschriften in den Kartuschen des Hauptgehäuses sowie des Positivs geben an, dass Michael Fischer d. Ä. beziehungsweise Sigismund Szakmáry mit Gattinnen die Instrumente staffieren und vergolden ließen. Seither wurden mehrere Reparaturen durchgeführt, so z. Bsp. 1756 von Johann Georg Schwartz. 1803 verhandelte die Gemeinde erfolglos mit Michal Podkonický, der wegen Nichteinhaltung des Kontrakts den Vorschuss zurückerstatten musste. 1811 konnte dann Glycer Heisler, Professor des Piaristengymnasiums in Pudlein, eine Reparatur zur Zufriedenheit der Gemeinde durchführen. Eine gründliche Reparatur inklusive Fertigung neuer Bälge wurde 1824 mit dem Wiener Orgelbauer Wilhelm Krane mit einer Vergütung von 850 Gulden vereinbart, wegen Unzufriedenheit mit der Ausführung wurde er aber abberufen, sodass Jakub Galovič die Arbeit im nächsten Jahr übernahm. Nach dem Zweiten Weltkrieg erfolgte eine Generalüberholung durch Karel Weiss. Bei der Sanierung der Kirche in den 1990er Jahren gelangen Kinder über ein Gerüst in das Innere und beschädigten die Orgel schwer, sodass von 1995 bis 1999 eine Generalreparatur durch Vladimír Gazdík notwendig wurde.
Unter der Sakristei befindet sich eine Krypta, die wahrscheinlich früher als Untergeschoss der einstigen Gaststätte bestimmt worden war. Eine zweite Krypta unter dem Altar bleibt bis heute unerforscht.